# Омотско
Òмотско или Òмоцко (на гръцки: Λειβαδοτόπι или Λιβαδοτόπι, Ливадотопи, катаревуса: Λειβαδοτόπιον, до 1927 година Όμοτσκο, Омоцко, катаревуса Όμοτσκον, Омоцкон) е село в Егейска Македония, Гърция, част от дем Нестрам в административната област Западна Македония.

## География
Селото се намира в областта Нестрамкол на 32 километра югозападно от Костур и на 10 километра западно от демовия център Нестрам, на 970 m надморска височина на левия бряг на река Бистрица, наричана тук Белица.

## История

### В Османската империя
Селото се споменава в османски дефтер от 1530 година под името Хомочко с 44 семейства. Църквата „Свети Николай“ е от 1657 година. В 1769 година албански банди разрушават седем села в областта - Грамоща, Линотопи, Въртеник, Пискохори, Лагор, Омотско и Загар.

#### Изселване в Брацигово и Ковачевица
Около 1770 или в 1791 година много жители на Омотско и съседните Слимница и Орешец се изселват в Брацигово поради притеснения от страна на албанското население. Омотчени, слимничени и орешчени пристигат в Пещера с цялото си движимо имущество и добитък и започват да обикалят околните села Брацигово, Козарско, Кричим и Перущица, за да си намерят място за заселване. Слимничани са бичкиджии, омотчани – дюлгери, а орешчани – занаятчии: бояджии, сапунджии, шарлаганджии, бъчвари и джамбази. Заселват се в Брацигово, където няма турци. Девет слимничани се заселват в Перущица, част от омотчани – в Козарско и част от омотчани и орешчани остават в Пещера, където образуват Габер махала. Наследственият аянин на Татарпазарджишка каза Хасан бей Гаванозоолу им позволява да се заселят в Брацигово и да избегнат задължителната за българчетата работа на чалтиците в замяна на ежегодна дюлгерска работа на седемте му чифлика. В Брацигово омотчани, най-многочислени от преселниците, се заселват в северната част на селото и образуват Омотската махала. Слимничани се установяват в източната, а орешчени, най-малобройните, по средата на селото.
От Омотско произлизат брациговските родове Зогови, Гюрови, Дукови, Йоргови, Дамови, Мишекопаранови, Арнаудови, Филеви, Андрееви, Цойкови, Бурови, Къневи, Шаваникови, Цапкови, Мишеви, Сидерови, Чокови, Серафимови, Глухчеви, Дюнкови, Демиреви, Нанови, Недялкови и Гюлеметови.
Семейства от Омотско, заедно със слимничани и добролищани се заселват в 1791 година и в неврокопското село Ковачевица, където образуват така наречената Арнаутска махала. Те се занимават със строителство и основават Ковачевишката архитектурно-строителна школа.

#### Омотско през XIX век
В края на XIX век Омотско е малко българско село в Костурска каза на Османската империя, чифлик на бейовете във Фусия. Жителите му се препитават с животновъдство, земеделие и дърводобив. В 1894 година Густав Вайганд в „Аромъне“ нарича Хамовско „първото българско село отъ къмъ западъ“.
Според статистиката на Васил Кънчов („Македония. Етнография и статистика“) в 1900 година Омотско има 247 жители българи.
На Етнографската карта на Битолския вилает на Картографския институт в София от 1901 година Омоско е чисто българско село в Костурската каза на Корчанския санджак с 18 къщи.
Цялото население на Омотско е гъркоманско под върховенството на Цариградската патриаршия. По данни на секретаря на Българската екзархия Димитър Мишев („La Macédoine et sa Population Chrétienne“) в 1905 година в Омотско има 96 българи патриаршисти гъркомани и работи гръцко училище. Гръцка статистика от 1905 година представя Омотско като изцяло гръцко - със 138 жители. Според Георги Константинов Бистрицки Омотско преди Балканската война има 10 български къщи.
В „Етнография на Македония“, издадена в 1924 година, Густав Вайганд описва Хамотско като българско село на българо-гръцката езикова граница:
| „ | Котловината на Кастория е българска, но самата Кастория както и Маврово са гръцки, респективно гърцизирани, в Хрупища гръцката партия е наистина много силна, но не може да става дума за гърцизиране. Гощерац е почти, Богатсико - напълно гърцизирано. Езиковата граница върви от Гощерац към моста на Смикси, на север лежащото Пишак е още българско, а обратно Витсани и Бубуща са гръцки. Долината на идващия от Грамости поток, на Белица, е българска до Хамотско, следващото Линотопи е албанско, а следващото Грамости - аромънско. | “ |

### В Гърция
През Балканската война селото е окупирано от гръцки части и след Междусъюзническата война в 1913 година влиза в Гърция. Боривое Милоевич пише в 1921 година („Южна Македония“), че Омотско има 15 къщи славяни християни. В 1927 година е прекръстено на Ливадотопион. По време на окупацията през Втората световна война през лятото на 1942 година, за да се ликвидират базите на Съпротивата, селото е изгорено от три германски батальона заедно с Яновени, Пилкати и Слимница.
По време на Гражданската война селото пострадва силно и на 27 юли 1947 година е напуснато от жителите си, които емигрират в източноевропейските страни. На малкото останали гръцките власти не позволяват да се завърнат в селото. 40 деца са изведени извън страната от комунистическите части в групата на така наречените деца бежанци.
В началото на XXI век има 40 жители и 15-ина нови къщи.
| Година    | 1913 | 1920 | 1928 | 1940 | 1951 | 1961 | 1971 | 1981 | 1991 | 2001 | 2011 | 2021 |
| --------- | ---- | ---- | ---- | ---- | ---- | ---- | ---- | ---- | ---- | ---- | ---- | ---- |
| Население | 102  | 114  | 123  | 211  |      |      |      |      | 37   | 41   | 15   | 15   |

## Личности
Сред най-известните жители на Омотско са редица видни български майстори строители, сред които Атанас Мечкарин (около 1786 – 1845), Марко Зисо (около 1786 – ?), Христо Гърнето (около 1730 – ?) Щерю Арнаут  (1786 – 1860) и други.